# 避難経路
避難経路（ひなんけいろ）は、屋内または屋外の避難に際して使用される道筋のことである。
屋内施設には多くの場合、安全に退避できる道が設計段階から設定されており、経路には緑色の誘導灯と非常灯が設置されている。また、廊下・部屋等の見やすい場所には避難経路図が貼り付けてある。避難経路図を掲示した施設は「消防法施行規則第4条の2の6第1項第2号、第3号及び第7号の規定に基づき、防火対象物の点検基準に係る事項等を定める件」（平成１４年消防庁告示第１２号）に基づき、各施設の防火管理者が掲示の点検を行う義務がある。また、ホテル・旅館・宿泊所は、「○○市（町・村）火災予防条例準則 」（昭和36年11月22日付け自消甲予発第73号）により、避難経路図の掲示自体が義務となっている。
屋外の避難経路については、自治体が周辺の地図を含めた案内図、または一時避難場所や広域避難場所の方向を示す標識を設置している。また、一部出版社が詳細な災害時避難用の地図を販売していることもある。
避難経路を確認したい場合もしくは、避難する場合には、自分または団体で個別にこれらの案内図等を確認する必要がある。

## 留意点
旅行や出張または勤務先が遠いなどの自宅から離れている遠隔地において被災し帰宅困難（帰宅困難者）となってしまった場合、直ちに自宅等へ帰宅することは、薦められていない。詳しくは、帰宅困難者を参照のこと。

## 課題
- 販売されている地図は一部地域のものに限られており、全国を網羅しているわけではない。
- 路上に設置してある地図も、落書き、日焼けなどで見ることが難しい場合がある。また屋外の掲示物の設置場所は、必ずしも被災時に安全に確認できる場所とは限らない。

## 避難経路の案内標識

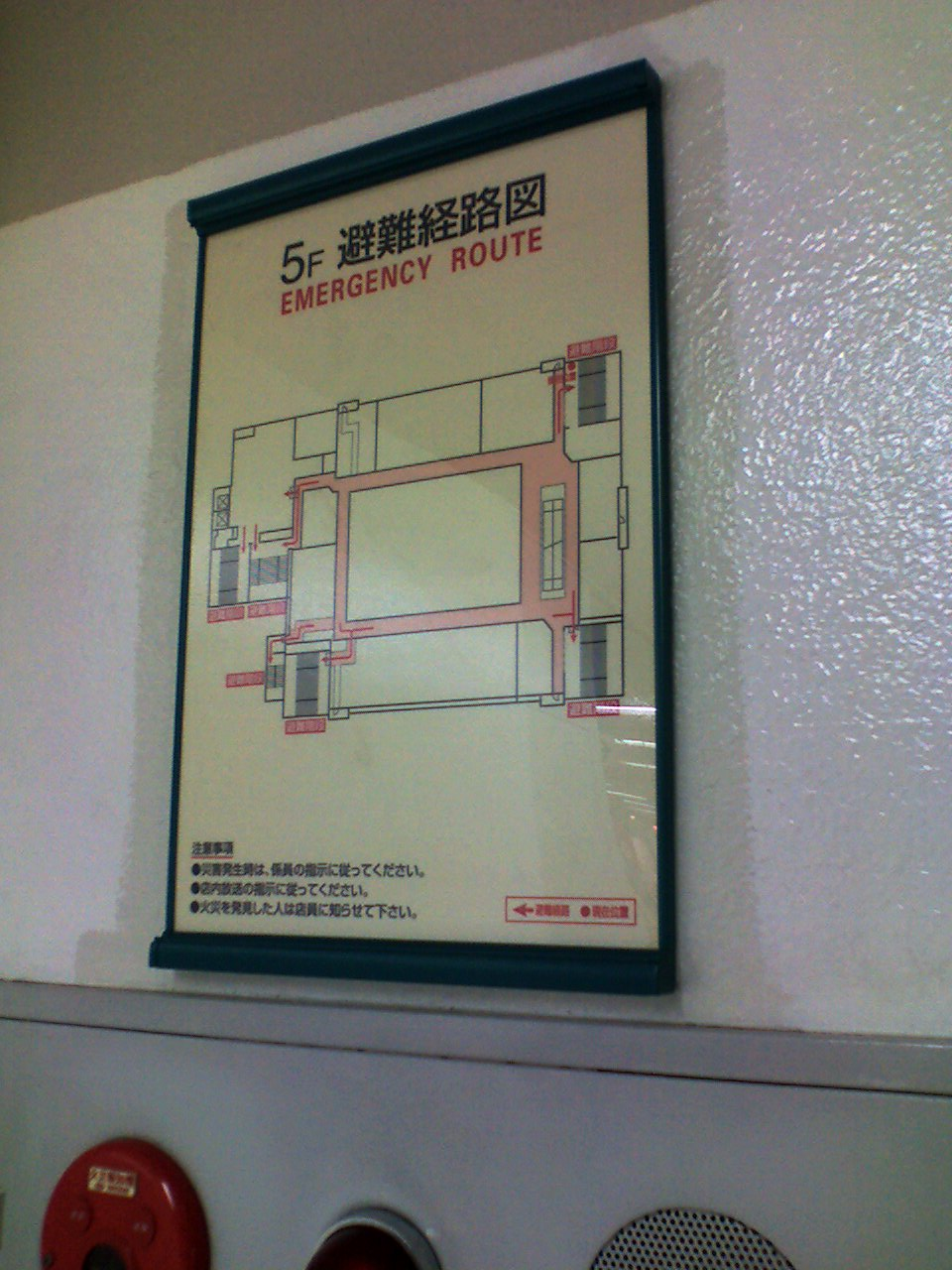
屋内の避難経路図（現在位置・避難経路）
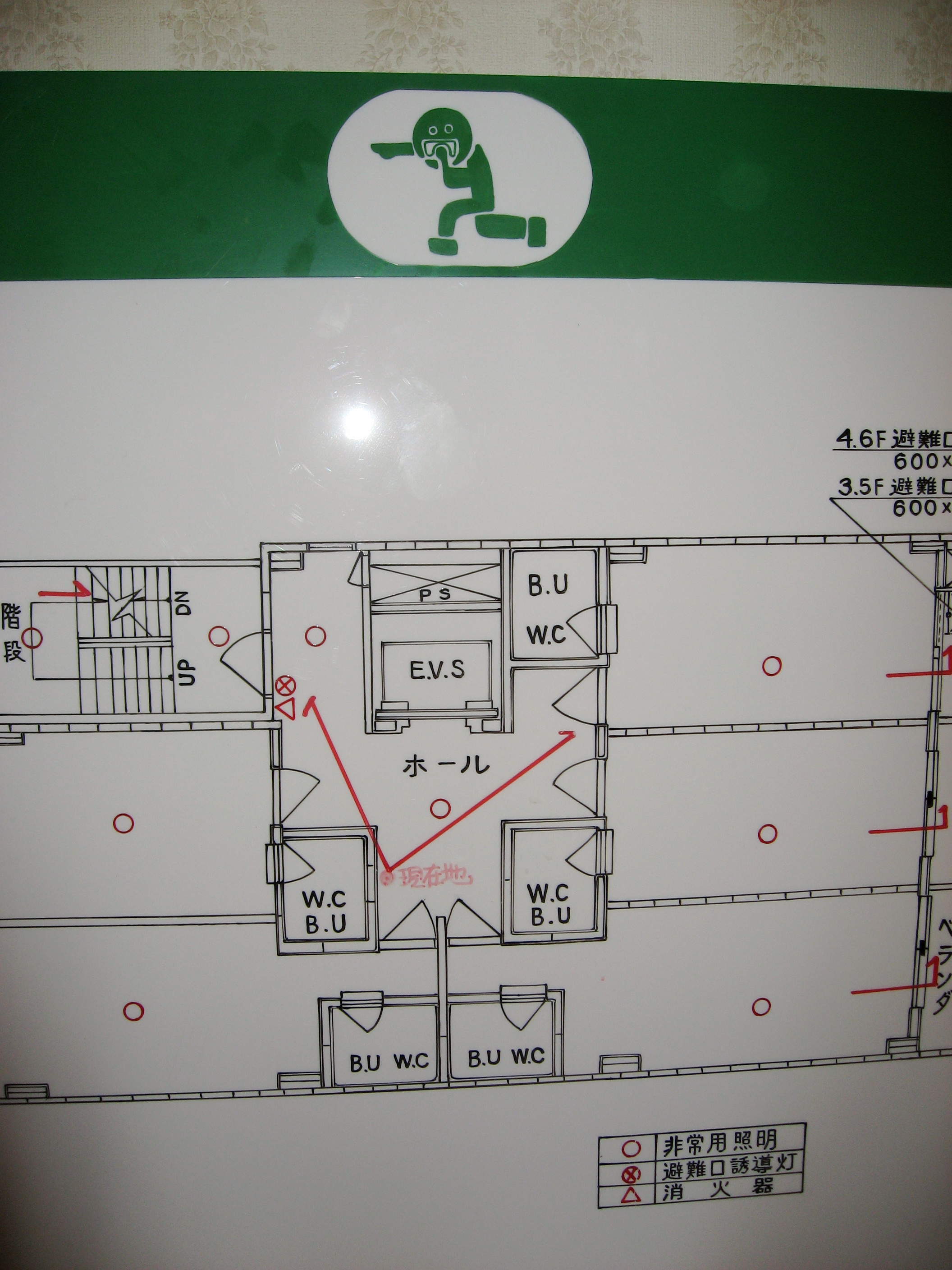
屋内の避難経路図（非常用照明・避難口誘導灯・消火器）